# Jørgen Skjelvik
Jørgen Skjelvik, född 5 juli 1991 i Hosle, Norge, är en norsk professionell fotbollsspelare som spelar för Odense Boldklub.

## Karriär

### I klubblag
Skjelvik fick göra sin debut i norska högsta divisionen Tippeligaen den 16 maj 2009 blott 17 år gammal. År 2011 var han under hösten utlånad till de blivande svenska mästarna Helsingborgs IF. Här gjorde han en succédebut då han efter bara tre minuter på planen lobbade in 3-0-målet  i 3-1-segern över Trelleborgs FF. Några månader senare blev det klart att Skjelvik från säsongen 2012 skulle spela för den allsvenska konkurrenten Kalmar FF.
Säsongen 2012 blev ett bra debutår i KFF för den unge norrmannen som startade i samtliga matcher då han var tillgänglig: 29 stycken av 30 möjliga i Allsvenskan. I november utsågs han också följdriktigt av Radio Kalmar till bäste KFF-spelare under året. En tiondeplats i serien var dock en besvikelse för klubben som helhet.
I juli 2013, efter att ha varit skadad under större delen av vårsäsongen, utnyttjade norska Rosenborg BK en klausul i Skjelviks kontrakt och köpte sålunda över den snabbfotade norrmannen tillbaka till hemlandet och Tippeligan.
Den 31 januari 2020 lånades Skjelvik ut till Odense Boldklub på ett ettårigt låneavtal. Den 7 januari 2021 blev det en permanent övergång till OB för Skjelvik som skrev på ett treårskontrakt med klubben. Den 1 juli 2023 värvades Skjelvik av cypriska Apollon Limassol som sträcker sig till våren 2024

### I landslag
Norrmannen har både U-landslagsmatcher och A-landskamper på sin meritlista.